# 山口幹幸
山口 幹幸（やまぐち みきゆき）は、日本の建築行政家。大成建設理事。元東京都都市整備局建設推進担当部長。一級建築士・不動産鑑定士。

## 経歴
1951年埼玉県生まれ。1974年日本大学理工学部建築学科卒業。
東京都入都後、1996年住宅局住環境整備課長、同局大規模総合建替計画室長、建設局再開発課長、同局区画整理課長、目黒区都市整備部参事、UR都市再生企画部担当部長、都市整備局建設推進担当部長、同局民間住宅施策推進担当部長を経て、2011年4月より現職。
主な業務に、江戸東京博物館の計画、北新宿・環2などの再開発、汐留・秋葉原など土地区画整理、阪神・淡路大震災後に東京都の木造密集地域における防災都市づくり推進計画、南青山PFIなど都営住宅と大規模団地の計画・都営住宅建設、目黒区池尻大橋の再開発とジャンクションの一体開発、高齢者住居やマンションといった民間住宅施策などに従事。

## 著書
- 『人口減少時代の住宅政策』（共著　鹿島出版会、2015年）
- 『まちづくりと不動産「行政とまちづくり」』（共著 プログレス、2014年）
- 『都市における空閑地・空き家を考える』(2014年、共著 プログレス) ※2014年不動産学会賞
- 『地域再生 人口減少時代の地域まちづくり』（共著 日本評論社、2013年）※2014年度都市・住宅学会賞　受賞
- 『マンション建替え：老朽化にどう備えるか』（共著 日本評論社、2012年）※2013年度都市・住宅学会賞、不動産学会賞、日本地域学会賞　受賞
- 『環境貢献都市　東京のリ・デザイン-広域的な環境価値最大化を目指して』（共著 清文社、2010年）※2012年度不動産学会賞　受賞
- 『東京モデル―密集市街地のリ・デザイン』（共著 清文社、2009年）
- 『不動産開発事業のスキームとファイナンス（2）激動！不動産』（共著 清文社、2009年）
- 『密集住宅市街地のまちづくりガイドブック』（全国市街地再開発協会 1998年）
- 『大規模団地総合建替事業 大規模総合建替計画推進プログラム』「都市再開発」 (119), 44-49, 2000年3月号
- 『汐留開発における基盤整備-補助313号線と地下構造物（新春特集 都市の再生）』 共著)「土木技術」 58(1), 74-78,16, 2003年1月号